# Miroslav Slepička
Miroslav Slepička (* 10. November 1981 in Příbram) ist ein tschechischer Fußballspieler und -Trainer.

## Karriere

### Spieler

#### Verein
Miroslav Slepička begann seine Karriere bei Marila Příbram. Mit 18 Jahren wurde der Stürmer für ein Jahr an ZD Milín ausgeliehen, um Spielpraxis zu sammeln. In der Saison 2001/02 kam er in Příbram meist als Einwechselspieler auf 19 Einsätze.
Noch vor Saisonende, Anfang April 2002 wurde Slepička für etwa 15 Millionen Kronen von Slovan Liberec verpflichtet. In Liberec wurde der Angreifer nach und nach einer der Leistungsträger, in der Spielzeit 2004/05 gelangen ihm sieben Tore.
Anfang Juli 2005 wurde er für rund 25 Millionen Kronen von Sparta Prag gekauft. In der tschechischen Hauptstadt war Slepička meist nur Ersatz und erzielte lediglich ein Tor. Im April 2006 brach er sich in einem Spiel der B-Mannschaft in Brünn den rechten Knöchel. In der Winterpause 2006/07 unternahm er einen Comebackversuch, der allerdings scheiterte. Die Rückkehr gelang dem Stürmer erst zur Saison 2007/08.
Slepička hat Ende 2008 einen Vertrag bis Juni 2010 bei Dinamo Zagreb unterschrieben, der bei einer erfolgreich absolvierten ärztlichen Untersuchung in Kraft tritt.
Am 30. Januar 2011 gab die SpVgg Greuther Fürth bekannt, dass Slepička für ein halbes Jahr ausgeliehen wurde. Er sollte in Franken Spielpraxis sammeln. In seiner vierten Partie wurde er allerdings nach einem rüden Foul nach 37 Minuten vom Platz gestellt und für zwei Partien gesperrt. Danach kam er im Rest der Saison nur noch zu einem richtigen Einsatz und kehrte wieder nach Tschechien zurück.
Zu Mitte August 2014 wechselte er in die neu gegründete Indian Super League zum FC Goa, nach dem Ende der Spielzeit im Dezember des Jahres hörte er hier aber schon wieder auf und wechselte zurück nach Tschechien. Diesmal unterschrieb der für den Rest der laufenden Saison beim FC Pisek und wechselte danach noch einmal ein halbes Jahr zum FC MAS Táborsko. Nach 1½ Jahren Pause ging er zur Hinrunde der Spielzeit 2018/19 zurück nach Pisek und wechselte Mitte Januar 2018 weiter zum 1. FK Příbram. Seit der Runde 2020/21 ist er bei Spartak Příbram aktiv.

#### Nationalmannschaft
Miroslav Slepička debütierte in der tschechischen U-20-Auswahl am 26. März 2002 im Spiel gegen Deutschland, in dem ihm sogleich ein Treffer gelang. Auch in seinem zweiten und letzten Einsatz für die U20 am 7. April 2002 gegen die Türkei schoss er ein Tor. In der U21-Nationalmannschaft, für die Slepička von August 2002 bis November 2003 17 Mal spielte, war der Stürmer weniger erfolgreich. Nur im Spiel gegen Österreich, er war insgesamt nur vier auf dem Platz, gelang ihm ein Tor.
In der tschechischen A-Nationalmannschaft debütierte Slepička am 10. September 2008 im WM-Qualifikationsspiel gegen Nordirland.

### Trainer
Neben seiner Spielerkarriere ist er derzeit bei seinem ehemaligen FK Příbram seit seinem Wechsel noch als Co-Trainer der B-Mannschaft erhalten.